# 영국해외항공 777편 격추 사고

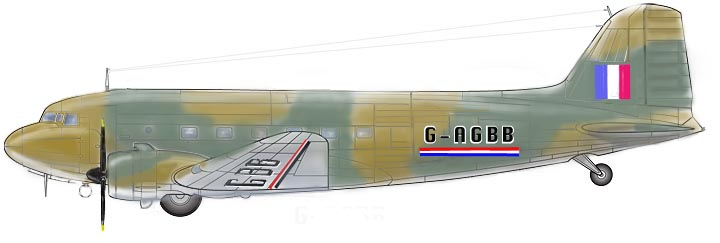
사고 항공기

영국해외항공 777편 격추 사건은 포르투갈 리스본의 포르텔라 공항에서 영국 브리스톨 휘처치 공항까지 운항하던 영국해외항공 민간항공기가 격추된 사건이다. 1943년 6월 1일, 이 비행을 서빙하고 있던 더글러스 DC-3는 8대의 독일 공군 융커스 Ju 88 전투기의 공격을 받아 비스케이만으로 추락하여 탑승객 17명 전원이 사망했다. 주목할 만한 승객 몇 명이 있었는데, 그 중에는 배우 레슬리 하워드도 있었다.